# 別れの鐘の音
「別れの鐘の音」（わかれのかねのね）は、1974年3月に発売された五木ひろしのシングルである。

## 収録曲
- 両楽曲共に、作詞：山口洋子／作曲：平尾昌晃／編曲：竜崎孝路

1. 別れの鐘の音（3分26秒）
2. 海から来ました（3分12秒）